# Jerry van Rooyen

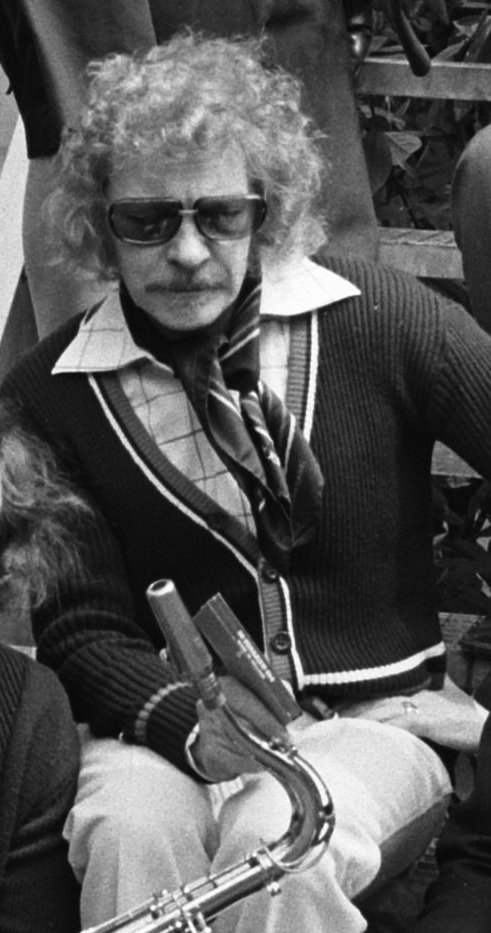
Jerry van Rooyen (1975)

Gerard „Jerry“ van Rooyen (* 31. Dezember 1928 in Den Haag; † 14. September 2009 in Goor) war ein niederländischer Jazz-Bigband-Leiter und Trompeter, Komponist und Arrangeur.

## Leben und Wirken
Van Rooyen spielte schon mit acht Jahren in einer Blaskapelle Trompete und studierte später am Konservatorium von Den Haag mit dem Ziel Musiklehrer zu werden. 1944 spielte er Trompete in einem Varieté, 1946 in einer Band mit seinem Bruder Ack bei der Truppenbetreuung in Indonesien, wo sie auch den späteren Arrangeur Rob Pronk kennenlernten. 1949 besuchte er mit seinem Bruder als Austauschstudent New York City, wo er in Kontakt mit Fats Navarro, Charlie Parker und Clifford Brown kam. Ab 1955 spielte er im Radioorchester „The Ramblers“ erste Trompete und arrangierte für dieses. Nebenbei spielte er mit einer eigenen Band. In den 1960er Jahren arbeitete er u. a. in Paris, wo er für Fontana Records ein Orchester leitete und arrangierte. Dabei arbeitete er u. a. mit Michel Legrand, Claude Bolling, Quincy Jones, Gilbert Bécaud und Marlene Dietrich zusammen. In der zweiten Hälfte der 1960er-Jahre leitete er die SFB Big Band in Berlin, in der gleichzeitig sein Bruder Ack Trompete spielte. 1972 war er an den Arrangements der Musik für die Eröffnungsveranstaltung der Olympischen Spiele in München beteiligt. Jerry van Rooyen war seit Anfang der 1980er Jahre künstlerischer Leiter am Hilversums Conservatorium, wo er auch unterrichtete.
Von 1985 bis 1995 war er Leiter der WDR Big Band Köln, die er von einem Tanzorchester in eine Jazz-Bigband umformte. Seit 1983 leitete er weiterhin das Dutch Jazz Orchestra.

## Sonstiges
Ab Mitte der 1960er Jahre schrieb Jerry van Rooyen auch Filmmusiken für einige von Adrian Hoven produzierte deutsche Horror- und Agentenfilme (u. a. Jess Francos Necronomicon – Geträumte Sünden). In den 90er Jahren wurden Auszüge dieser Filmmusiken auf der CD „At 250 miles per hour“ veröffentlicht.
Nach ihm ist der „Jerry van Rooyen Award“ benannt, der jährlich auf dem „Jazz Festival Maastricht“ verliehen wird.

## Filmografie (Auswahl)
- 1967: Der Sarg bleibt heute zu
- 1968: Necronomicon – Geträumte Sünden
- 1968: Im Schloß der blutigen Begierde
- 1969: Rote Lippen – Sadisterotica (El caso de las dos bellezas)
- 1969: Küß mich, Monster (Bésame monstruo)
- 1970: Wie kurz ist die Zeit zu lieben
- 1971: Gebissen wird nur nachts – das Happening der Vampire